# Dominio N-terminale
Il dominio N-terminale (abbreviato come NTD) di una proteina o di un polipeptide è l'estremità di una catena di amminoacidi che termina con un gruppo amminico. 
Ci si riferisce spesso al NTD con le accezioni alternative di estremità N-terminale, coda N-terminale o, semplicemente, N-terminale.
Ogni amminoacido presenta infatti un gruppo carbossilico e un gruppo amminico, necessari per la formazione, attraverso una reazione di disidratazione, del legame peptidico. Le catene polipeptidiche, dunque, presentano alle due estremità un gruppo carbossilico e un gruppo amminico. 
Per convenzione il NTD è posto all'inizio della proteina stessa, mentre il gruppo carbossilico (definito dominio C-terminale) è posto al termine. Nella comune notazione degli amminoacidi costituenti una catena peptidica, dunque, gli amminoacidi posti al NTD sono i primi.
Inoltre, l'acido N-terminale di una proteina è un fattore importante che governa la sua emivita (probabilità di essere degradate). Questo si chiama regola N-end.